# 三遊亭圓坊
三遊亭 圓坊（さんゆうてい えんぼう）は、落語家の名。過去に3、4人ほど確認されている。
- 三遊亭圓坊 - 二代目三遊亭圓生の門下で南生から二代目立花屋圓蔵となり、その後二代目狂言亭圓玉などを経て圓坊となった。生没年不詳。
- 三遊亭圓坊 - （1879年1月4日 - 没年不詳）麗々亭柳左（古川徳太郎）の父。1892年には徳永小朝となった。本名∶古川 兼太郎。
- 三遊亭圓坊 -  後∶三遊亭小圓喬
- 三遊亭圓坊 -  本項にて詳述。

三遊亭 圓坊（さんゆうてい えんぼう、生没年不詳・昭和戦後まもなく没）は、落語家。本名∶飯田 米太郎。

## 経歴
1900年ころ四代目橘家圓蔵の門下で橘家若蔵、同年5月両国立花亭で初高座。
落語よりも色物として色声や物真似、お盆を使った踊りで人気を得た。
明治30年代末から東京を離れ上方に出向き初代橘ノ圓の圓頂派の一座に席を置いた。大正の末には三友派から花月派と会派を移り、昭和戦前・戦時中は五代目笑福亭松鶴の楽語荘の同人として参加、終戦直後は「上方はなしを聴く会」の同人にも名を連ねる。そのころ没した模様。
上方にいたころは橘家圓坊として名乗っていた時期もある。

## 作品
SPレコードはコロンビアから「かっぽれ」「すててこ」「トッチリトン」「運動甚句」「ヤレコラサ節」「物真似」「三題話」「梅は咲いたか」「軍艦づくし」「壁金」等の音曲などが残されている。